# Blood for Poppies
«Blood for Poppies» es el primer sencillo de Not Your Kind of People, el quinto álbum de la banda de rock alternativo Garbage, publicado en 2012. La canción fue lanzada mundialmente el 15 de marzo de 2012.
Garbage escogió "Blood for Poppies" como el inicio a su retorno en el lanzamiento de música: 

Queríamos que fuera el primer sencillo porque encapsula mucho sobre Garbage. Tiene guitarras distorsionadas, y las voces de Shirley son grandiosas. Sentimos que si esta era la primera cosa que la gente escucharía sobre nosotros en siete años, entonces sería la canción perfecta. Es incómoda, como si estuvieras en un estado constante de paranoia.

Un video musical fue lanzado para su promoción, publicado el 3 de abril y transmitido en vivo por primera vez a través de AOL Music.

## Lanzamiento
Desde el 15 de marzo de 2012, "Blood for Poppies" estuvo disponible para descargar gratuitamente desde el sitio web oficial de Garbage. En un comunicado emitido con respecto a dicha publicación sin costo, la banda dijo: 

Siempre hemos tenido a los fans más increíblemente leales, y quisimos mostrarles lo mucho que significan para nosotros permitiéndoles obtenerlo gratis a ellos primero.

 "Blood for Poppies" había sido filtrada en línea a principios de la semana.
La canción comenzó a ser transmitida por distintas radioemisoras a través de los Estados Unidos, siendo sólo nueve en primera instancia, suceso ocurrido el 20 de marzo. Una semana más tarde, otras diecinueve estaciones radiales comenzarían a reproducir el sencillo, incluyendo ocho en formato triple-A. Cuatro estaciones alternativas de Canadá se sumaron a la promoción de la canción. Ese mismo día, "Blood for Poppies" fue lanzado como sencillo descargable en Norteamérica, y estuvo disponible de forma gratuita y de forma directa al momento de pre-ordenar la versión también descargable del disco Not Your Kind of People. Después de una semana en las radios de música alternativa, el sencillo debutó en el puesto #45 de la lista Rock Songs de Billboard.
En Europa, "Blood for Poppies" fue publicado como sencillo digital el 28 de marzo. En la región de Australasia, el lanzamiento de la canción ocurrió al día siguiente. En el Reino Unido, "Battle In Me" fue publicado como el sencillo principal del disco, sin embargo, "Blood for Poppies" fue enlistada en el repertorio de la radio Kerrang! y un lanzamiento digital se realizó en algunas tiendas el 7 de mayo. El sencillo también fue lanzado digitalmente en Japón el 18 de abril como adicional al disco. Un mes después, el sencillo debutó en el puesto #97 en el Japan Hot 100, alcanzando su más alta posición en el #47 en su segunda semana.

## Lista de canciones
- Sencillo descargable

1. "Blood for Poppies" – 3:38

- Sencillo de 7" para Estados Unidos (Edición para Record Store Day)

1. "Blood for Poppies" – 3:38
2. "Blood for Poppies" (Heads Down Here We Come Remix) – 4:12

## Historial de lanzamiento
| Fecha de publicación | Zona           | Discográfica | Formato                            |
| -------------------- | -------------- | ------------ | ---------------------------------- |
| 15 de marzo de 2012  | Internacional  | STUNVOLUME   | Descarga digital desde Garbage.com |
| 20 de marzo de 2012  | Estados Unidos | STUNVOLUME   | Emisora de rock alternativo        |
| 26 de marzo de 2012  | Estados Unidos | STUNVOLUME   | AAA                                |
| 26 de marzo de 2012  | Canadá         | STUNVOLUME   | Descarga digital                   |
| 26 de marzo de 2012  | Estados Unidos | STUNVOLUME   | Descarga digital                   |
| 27 de marzo de 2012  | Australia      | STUNVOLUME   | Descarga digital                   |
| 27 de marzo de 2012  | Nueva Zelanda  | STUNVOLUME   | Descarga digital                   |
| 28 de marzo de 2012  | Dinamarca      | STUNVOLUME   | Descarga digital                   |
| 28 de marzo de 2012  | Francia        | STUNVOLUME   | Descarga digital                   |
| 28 de marzo de 2012  | Alemania       | STUNVOLUME   | Descarga digital                   |
| 28 de marzo de 2012  | Noruega        | STUNVOLUME   | Descarga digital                   |
| 28 de marzo de 2012  | España         | STUNVOLUME   | Descarga digital                   |
| 18 de abril de 2012  | Japón          | STUNVOLUME   | Descarga digital                   |
| 21 de abril de 2012  | Estados Unidos | STUNVOLUME   | Vinilo de 7" (Record Store Day)    |

## Posicionamiento en listas
| Listas (2012)                       | Mejor posición |
| ----------------------------------- | -------------- |
| Canadá (Canada Rock)                | 45             |
| Estados Unidos (Alternative Songs)  | 17             |
| Estados Unidos (Hot Singles Sales)  | 13             |
| Estados Unidos (Rock Songs)         | 30             |
| Estados Unidos (Billboard Triple A) | 26             |
| Japón (Japan Hot 100)               | 47             |